# Asterocalyx
Asterocalyx es un género de hongos de la familia Sclerotiniaceae.